# Gerhard Wattenberg
Gerhard Wattenberg (* 18. August 1926 in Valdorf, heute Ortsteil von Vlotho; † 31. Mai 2016 in Vlotho) war ein deutscher Kommunalpolitiker (SPD) und ehrenamtlicher Landrat des Kreises Herford.

## Leben und Beruf

„Protest!“-Anzeige gegen den Abriss des Baudenkmals Villa Willmer und für ein Niedersächsisches Denkmalschutzgesetz;
1970 in der Hannoverschen Allgemeinen Zeitung

Nach dem Besuch der Volksschule absolvierte er eine Ausbildung am Reichsbahnhof Süd in Bad Oeynhausen. Im Anschluss an Reichsarbeitsdienst, Kriegsdienst und Kriegsgefangenschaft war er seit 1945 Bahnbeamter. Ab 1965 war er Gewerkschaftssekretär bei der Gewerkschaft der Eisenbahner Deutschlands in Minden.
Gerhard Wattenberg war verheiratet und hatte zwei Kinder.

## Politik
Wattenberg war vom 30. März 1973 bis zum 30. September 1999 Mitglied im Kreistag des Kreises Herford und vom 1. Oktober 1987 bis zum 19. Oktober 1989 dort SPD-Fraktionsvorsitzender. Dem Stadtrat der Stadt Vlotho gehörte er ab 1975 an und amtierte von 1984 bis 1994 als Bürgermeister.
Nach dem Tod von Landrat Siegfried Moning (SPD) wurde er am 20. Oktober 1989 vom Kreistag zu dessen Nachfolger gewählt und amtierte bis 1999 als letzter ehrenamtlicher Landrat des Kreises Herford. Während seiner Amtszeit als Landrat war Wattenberg unter anderem Mitglied in zahlreichen Gremien des Landkreistages Nordrhein-Westfalen, Aufsichtsratsvorsitzender der Bau- und Siedlungsgenossenschaft für den Kreis Herford und Vorsitzender des Verwaltungsrates der Sparkasse Herford, dem er bereits seit 1983 angehörte.
Am 23. Mai 1999 nahm er auf Vorschlag der SPD-Fraktion im Landtag von Nordrhein-Westfalen als Mitglied der 11. Bundesversammlung an der Wahl des Bundespräsidenten der Bundesrepublik Deutschland teil.
Von 2000 bis 2012 war er Vorsitzender des Seniorenbeirates seiner Heimatstadt Vlotho.

## Ehrungen
Am 25. Februar 1987 wurde Wattenberg das Bundesverdienstkreuz am Bande und im Jahr 1992 das Bundesverdienstkreuz 1. Klasse verliehen. Den Verdienstorden des Landes Nordrhein-Westfalen erhielt er im Jahr 2001.